# SHE! HER! HER!
〈SHE! HER! HER!〉는 일본의 남성 아이돌 그룹, Kis-My-Ft2의 3번째 싱글이다.

## 개요
전작 〈We never give up!〉으로부터 약 3개월만의 싱글이다. 초회 생산 한정반, 통상반, 키스마이 숍 한정반의 3형태로 발매. CD 렌탈점에 놓여져 있는 CD 자켓의 사진은, 앞의 3형태와 다르다.

## 수록곡

### 초회 생산 한정반
1. SHE! HER! HER! [4:39]
작사: KOMU / 작곡·편곡: 하라 카즈히로
  - 에자키 글리코 《워터링 키스민트》 CM송

DVD
1. SHE! HER! HER! MUSIC　VIDEO
2. SHE! HER! HER! 메이킹 영상

초회 한정 봉입 특전
- 응모권A

### 통상반
1. SHE! HER! HER!
2. Deep your voice [3:51]
작사: 胡月미나토 / 작곡: Jovette Rivera, Maiko Kawabe Rivera / 편곡: CHOKKAKU
  - 후지 TV계 《모시모 투어즈》 테마송

초회 한정 봉입 특전
- 응모권A
- SHE! HER! HER! 키스얼굴 미니 포스터

### 키스마이 숍 한정반
1. SHE! HER! HER!

특전
- B전특전 포스터 (1매)